# 多摩田園都市開発年表
多摩田園都市開発年表（たまでんえんとしかいはつねんぴょう）
多摩田園都市（たまでんえんとし）とは、東急グループによって開発が行われた、民間事業としては日本最大規模のニュータウンである。ここでは、その開発年表を編年式で記述する。

## 前史

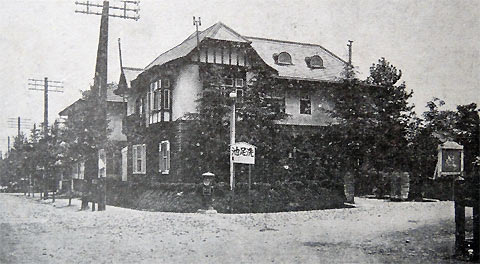
田園都市株式会社本社 （現在の東京都目黒区洗足二丁目25番）

- 1918年（大正7年）9月2日 田園都市株式会社（資本金50万円）設立。 社長に中野武営、相談役に渋沢栄一就任[2]。
- 1919年（大正8年）8月22日 渋沢秀雄、田園都市視察のため欧米11カ国訪問に出発
- 1922年（大正11年）6月 田園都市株式会社、洗足地区（現在の目黒区洗足二丁目、品川区小山七丁目）にて洗足田園都市の土地分譲を開始[3]。
- 1922年（大正11年）7月22日 鉄道部門を分離独立させることとなり目黒蒲田電鉄株式会社（後の東京急行電鉄株式会社）発起人総会開催（代表竹田政智）

## 多摩田園都市開発年表
- 1953年（昭和28年）1月10日 東京急行電鉄株式会社臨時建設部城西南地区開発班設置
- 1953年（昭和28年）1月19日 東急電鉄会長五島慶太、大山街道沿いの地主58名を招き「城西南地区開発趣意書」（ 原文）を発表
- 1953年（昭和28年）3月　宮前開発実行委員会結成。宮前地区165万m2（50万坪）買収計画立案
- 1953年（昭和28年）11月4日　宮前開発実行委員会結成と165万m2（50万坪）の土地取りまとめに関する団体契約締結
- 1953年（昭和28年）12月17日　東急不動産株式会社設立（資本金3億円）
- 1953年（昭和28年）12月31日　宮前地区の土地買収で70万3200m2（21万2720坪）の契約完了
- 1954年（昭和29年）1月1日 東急電鉄、東急不動産に田園都市事業・砂利事業・造園事業の一部を譲渡
- 1954年（昭和29年）1月16日　川崎市馬絹に最初の現地開発事務所を開設（同年4月16日城西南宮前開発事務所と命名）
- 1954年（昭和29年）3月30日　東急ターンパイク（渋谷～江ノ島間有料自動車専用道路）免許申請。
- 1954年（昭和29年）4月 東急電鉄、「西南衛星都市の経営」策定
- 1954年（昭和29年）5月 旧陸軍東部62部隊演習場跡地（川崎市馬絹字三ツ又、大野、同宮崎字新鷺沼）の土地買収中止（30年6月頃まで）
- 1955年（昭和30年）4月1日　東急電鉄城西南地区開発班を衛星都市建設班と改称（同年5月4日衛星都市建設部と改称）。城西南宮前開発事務所を宮前開発事務所と改称。
- 1955年（昭和30年）5月4日　東急住宅5万戸建設計画発表
- 1955年（昭和30年）5月　横浜市港北区元石川町所在の土地68万m2（20万坪）買収計画決定
- 1955年（昭和30年）6月 宮前開発促進会が結成され、売買契約の解除を通告される
- 1955年（昭和30年）7月　宮前地区の買収地に20%（野川地区は30%）の追加支払い実施
- 1955年（昭和30年）8月17日　荏田開発事務所開設
- 1955年（昭和30年）9月　野川開発委員会発足
- 1955年（昭和30年）11月10日　都田・中里地区（横浜市港北区）各83万m2（25万坪）買収計画決定。田奈地区（横浜市港北区）330万m2（100万坪）買収計画決定
- 1956年（昭和31年）1月　城西南地区都市計画の基本構想まとまる
- 1956年（昭和31年）3月31日 宮前地区の土地買収面積が128万3000m2（38万8000坪）に達す
- 1956年（昭和31年）4月28日 宮前開発促進会のメンバー100名が土地売却残代金の全額支払いと土地代の値上げを求めて、東急本社玄関前に座り込む（むしろ旗事件）
- 1956年（昭和31年）5月8日　山内開発委員会と66万m2（20万坪）の土地取りまとめに関する団体契約締結
- 1956年（昭和31年）6月　城西南地区都市計画を多摩川西南新都市計画と改称
- 1956年（昭和31年）7月　会長五島慶太が田奈地区の鈴木・土志田の両名宅を訪問
- 1956年（昭和31年）7月23日　新玉川線渋谷～二子玉川園間地方鉄道敷設免許申請
- 1956年（昭和31年）7月25日　第40回政策委員会で「多摩川西南新都市計画」決定
- 1956年（昭和31年）7月31日　多摩川西南新都市計画を首都圏整備委員会に提出
- 1956年（昭和31年）7月 東京都町田町鶴間に、東急線誘致委員会発足
- 1956年（昭和31年）8月　下恩田開発委員会発足（後に田奈開発委員会と改称）
- 1956年（昭和31年）9月28日　大井町線溝ノ口～長津田間地方鉄道敷設免許申請
- 1956年（昭和31年）10月16日　衛星都市建設部発足
- 1956年（昭和31年）11月26日　宮前地区の契約土地代80%支払い実施と野川地区市街地建設計画着手を決定
- 1956年（昭和31年）9月29日 溝ノ口 - 長津田間地方鉄道敷設免許申請
- 1957年（昭和32年）1月14日 地方鉄道敷設免許申請を溝ノ口 - 中央林間間に変更
- 1960年（昭和35年）9月20日 溝ノ口 - 中央林間間地方鉄道敷設免許交付
- 1963年（昭和38年）10月11日 溝ノ口 - 長津田間着工
- 1966年（昭和41年）4月1日 田園都市線溝の口 - 長津田間開業
- 1968年（昭和43年）4月1日 田園都市線長津田 - つくし野間開業
- 1972年（昭和47年）4月1日 田園都市線つくし野 - すずかけ台間開業
- 1976年（昭和51年）10月15日 田園都市線すずかけ台 - つきみ野間開業
- 1977年（昭和52年）4月7日 新玉川線開通（当初は田園都市線と直通せず）
- 1977年（昭和52年）5月25日 田園都市線あざみ野駅開業
- 1979年（昭和54年）8月12日 田園都市線・新玉川線の全面直通運転開始
- 1984年（昭和59年）4月9日 田園都市線つきみ野 - 中央林間間開業
- 1993年（平成5年）3月18日 横浜市営地下鉄あざみ野駅まで延伸